# T-12
Czołg średni T-12 – radziecki prototyp czołgu średniego z okresu międzywojennego.

## Historia
Pod koniec 1927 roku w kierownictwie Armii Czerwonej zapadła decyzja o budowie tzw. „czołgu manewrowego”, w celu jego zaprojektowania i budowy powołano Biuro Konstrukcyjne Czołgów przy Charkowskiej Fabryce Parowozów im. Kominternu. W biurze tym powstał projekt takiego czołgu. Podwozie jego oparto na podwoziu czołgu T-18, które przedłużono, natomiast nadwozie oparto na konstrukcji amerykańskiego czołgu T1, przy czym zaprojektowano dwie wieże umieszczone jedna nad drugą. Początkowo zaplanowano użycie w nim nowego silnika Mikulina o mocy 180 km, które miały produkować Leningradzkie Zakłady „Bolszewik” nie wywiązały się z tego, w czołgu zastosowano silnik lotniczy M-6, do którego zaprojektowano specjalną skrzynię biegów i hamulce taśmowe.
Budowę prototypu rozpoczęto 13 października 1928 roku, a jego budową zakończono w dniu 15 października 1929 roku. Przy czym do jego budowy w celu zmniejszenia kosztów, użyto stali konstrukcyjnej zamiast stali hartowanej.  Kadłub był wykonany z blach stalowej, łączonych nitami. Po jego wybudowaniu poddano go próba, najpierw bez uzbrojenia, a następnie zamontowano w nim jeden karabin maszynowy, a potem działo przeciwpancerne i dwa pozostałe karabiny maszynowe Colt kal. 7,62 mm. Choć w planach było zamontowanie w czołgu radzieckich karabinów maszynowych DT kal. 7,62 mm.
Po ostatecznych badaniach w lipcu 1930 roku zrezygnowano z dalszej produkcji tego typu czołgu. Wybudowano tylko jeden egzemplarz czołgu, Jego konstrukcja stała się podstawa do budowy i produkcji nowego czołgu T-24.

## Opis konstrukcji
Czołg został zbudowany na podwoziu czołgu MS-1, które powiększono. Kadłub był zbudowano na wzór amerykańskiego czołg T1, przy czym na środku kadłuba zamontowano ośmiokątną wieżę, a na jej środku kulista drugą wieżyczkę. 
Napęd stanowił radziecki silnik lotniczy M-6, do którego zbudowano specjalną skrzynię biegów i hamulce taśmowe. 
Uzbrojenie składało się z działa przeciwpancernego kal. 37 mm umieszczonego w głównej wieży, z działem sprzężony był karabin maszynowy kal. 7,62 mm, drugi taki sam karabin maszynowy umieszczony był w uchwycie kulowym w ścianie wieży głównej. Trzeci karabin maszynowy umieszczony był w małej wieży.

## Użycie
Czołg T-12 był używany tylko do badań i prób wojskowych. 